# Monacella
Monacella ('a Munacedda in siciliano) è una frazione del comune italiano di Santa Venerina, nella Città metropolitana di Catania. 

## Storia
Monacella è un vocabolo ibrido formato da monos che significa unico, solo, isolato e della voce latina cella che significa cappella. Sin dai primi secoli del cristianesimo, con il moltiplicarsi dei monasteri, alcuni monaci sentirono il bisogno di esercitare le pratiche del culto divino anche in luoghi piuttosto lontani dalla loro residenza. Pare compatibile ritenere che il toponimo Monacella si possa spiegare, facendo riferimento ad una chiesetta governata da uno o più monaci. 
Si sa, dalle notizie orali raccolte dal reverendo Leonardo Spina di Mascali, primo parroco della Chiesa di San Mauro Abate di Monacella, che a partire dal 1881 la vera e propria borgata si formò proprio attorno a questo edificio religioso costruito, tra il 1788 e il 1792, da un certo Salvatore Piazionale di Giarre. Purtroppo quando il fondatore passò a miglior vita, la chiesa divenne un deposito di attrezzi agricoli. Nel 1850 l’edificio religioso venne riaperto al culto dopo le proteste degli abitanti del borgo. Nel 1880 la chiesa fu ampliata dall’ala di mezzogiorno. Nel 1922 la chiesa fu elevata a parrocchia autonoma. Fino al 1934, anno in cui fu aggregata al comune di Santa Venerina, Monacella faceva parte del comune di Giarre.

## Monumenti e luoghi di interesse
La chiesa di San Mauro Abate è il principale luogo di culto di Monacella.